# Roazhon Park
Roazhon Park (antigament Stade de la Route de Lorient) és un estadi de futbol de la ciutat de Rennes. És l'estadi del Stade Rennes, club de la Ligue 1, des del 1912.

## Nom i capacitat
L'estadi és en la carretera de Lorient. Antigament va portar el nom de Stade de la route de Lorient, amb possibilitat de confusió amb el Stade du Moustoir de la ciutat de Lorient. Després de 2015 té el nou nom de Roazhon Park (el que és el nom de la ciutat de Rennes en bretó).
Té una capacitat teòrica de 31.127 espectadors. Tot i que a la pràctica baixa cap a 29.500 persones, amb capacitat per a 1.831 seients VIP. De fet, 1.000 places de peu a la part inferior de la tribuna de l'estadi no es venen al públic, com en altres llocs on hi ha poca visibilitat. Per als partits durant la Copa Mundial Femenina de Futbol 2019, tenia una capacitat de 28.600. L'estadi és propietat de la ciutat de Rennes, que el lloga al Stade Rennais.

## Història
Dessprés de la construcció el 1912 l'estadi ha estat renovat diversos vegades, i la renovació més recent es va acabar bar el 2004.
La selecció de França han jugat a l'estadi el 2004 i el 2014, i la selecció femenina de França hi han jugat tres vegades. Les Bleues van enfrontar l'Espanya el 1998 (3–2), l'Anglaterra el 2006 (1–1) i la Grècia el 2016 (1–0).
Durant la Copa Mundial Femenina de Futbol 2019 van jugar a l'estadi set vegades:
- Nigèria-França, grup A (0–1)
- Alemanya-Xina, grup A (1–0)
- Japó-Escòcia, grup D (2–1)
- Xile-Suècia, grup F (0–2)
- Tailàndia-Xile, grup F (0–2)
- Països-Baixos-Japó, vuitens (2–0)
- Alemanya-Suècia, quarts (1–2)